# نجات صغیره
نجات صغیره (عربی: نجاة الصغيرة؛ زادهٔ ۱۱ اوت ۱۹۳۸) خواننده، هنرپیشه اهل مصر است. او خواهر سعاد حسنی سیندرلای سینمای مصر میباشد . وی بین سال‌های ۱۹۴۳ تا ۲۰۰۲ میلادی فعالیت می‌کرد.